# Julián Castro (politico statunitense)
Julián Castro (San Antonio, 16 settembre 1974) è un politico statunitense, Segretario della Casa e dello sviluppo urbano durante l'amministrazione Obama e in precedenza sindaco di San Antonio dal 2009 al 2014.

## Biografia
Nato e cresciuto a San Antonio in una famiglia di origini messicane, Castro frequentò le università di Stanford e Harvard; dopo essersi laureato in legge lavorò come avvocato per uno studio legale privato e successivamente entrò in politica aderendo al Partito Democratico.
Nel 2001 Castro è stato eletto nel consiglio comunale di San Antonio, ottenendo il 61% dei voti contro cinque sfidanti. Ha rappresentato il Distretto 7, un distretto nella parte occidentale della città con 115.000 abitanti. La popolazione era ispanica per il 70% e comprendeva un gran numero di anziani. Come consigliere dal 2001 al 2005, si è opposto a un campo da golf e a uno sviluppo immobiliare su vasta scala ai confini della città.
Nel 2005 si candidò a sindaco della città, ma perse contro il giudice Phil Hardberger, che ottenne il 51,5% dei voti. Quattro anni dopo, all'annuncio del ritiro di Hardberger, Castro si propose nuovamente agli elettori come candidato all'incarico e stavolta riuscì a farsi eleggere con il 56,2% dei voti, diventando il quinto sindaco latinoamericano nella storia di San Antonio. Venne riconfermato per altri due mandati nel 2011 (82,9% di voti) e nel 2013 (67%).
Alla convention nazionale del 2012 a Charlotte, nella Carolina del Nord, tenne il keynote speech. Nel 2014, durante un rimpasto di governo voluto dal Presidente Obama, Castro fu scelto come nuovo Segretario della Casa e dello Sviluppo Urbano. Dopo essere stato confermato dal Senato, entrò in carica a tutti gli effetti e lasciò il posto di sindaco.
Il 12 gennaio 2019 ha ufficializzato pubblicamente la sua candidatura per le primarie democratiche del 2020, in vista delle elezioni presidenziali. Il 2 gennaio 2020 ha annunciato il ritiro.

## Opere
- An Unlikely Journey: Waking Up from My American Dream, New York City, Little, Brown and Company, 2018

## Vita privata
Nel 2007 Castro si è sposato con Erica Lira, un'insegnante di scuola elementare. Due i figli. È cattolico, parla spagnolo e ha studiato latino e giapponese a scuola.
Julián Castro ha un fratello gemello, Joaquín, eletto deputato alla Camera dei Rappresentanti nel 2012.